# Eupelmus orientalis
Eupelmus orientalis är en stekelart som först beskrevs av Crawford 1913.  Eupelmus orientalis ingår i släktet Eupelmus och familjen hoppglanssteklar. Inga underarter finns listade i Catalogue of Life.